# Tre uomini a cavallo
Three Mounted Men (Tre Uomini a Cavallo) è un film del 1918, diretto da John Ford (accreditato come Jack Ford).
Il film è considerato perduto.

## Trama
La trama è stata così riportata in una rivista cinematografica: "A Cheyenne Harry viene promessa la libertà dalla prigionia, a patto che catturi "vivo o morto" Buck Masters, un personaggio inutile e disperato. Harry accetta e in breve tempo si guadagna la fiducia di Buck decidendo di rapinare la diligenza notturna. Harry comunica i dettagli della rapina allo sceriffo, causando la cattura di Buck. Harry scopre poi che con questo atto ha derubato una povera ragazza di nome Lola e sua madre del loro unico sostegno. Harry cede e, con i suoi due amici, rapisce il ladro dall'automobile dello sceriffo, poi scappa con lui. Harry se ne va per iniziare una nuova vita con Lola, la sorella del fuorilegge."

## Personaggi
- Harry Carey interpreta Cheyenne Harry
- Joe Harris interpreta Buck Masters
- Neva Gerber interpreta Lola Masters
- Ruby Lafayette interpreta la signora Masters

## Distribuzione
Come molti film americani dell'epoca, Three Mounted Men è stato oggetto di tagli da parte di commissioni di censura cinematografiche cittadine e statali.